# Lisztomania

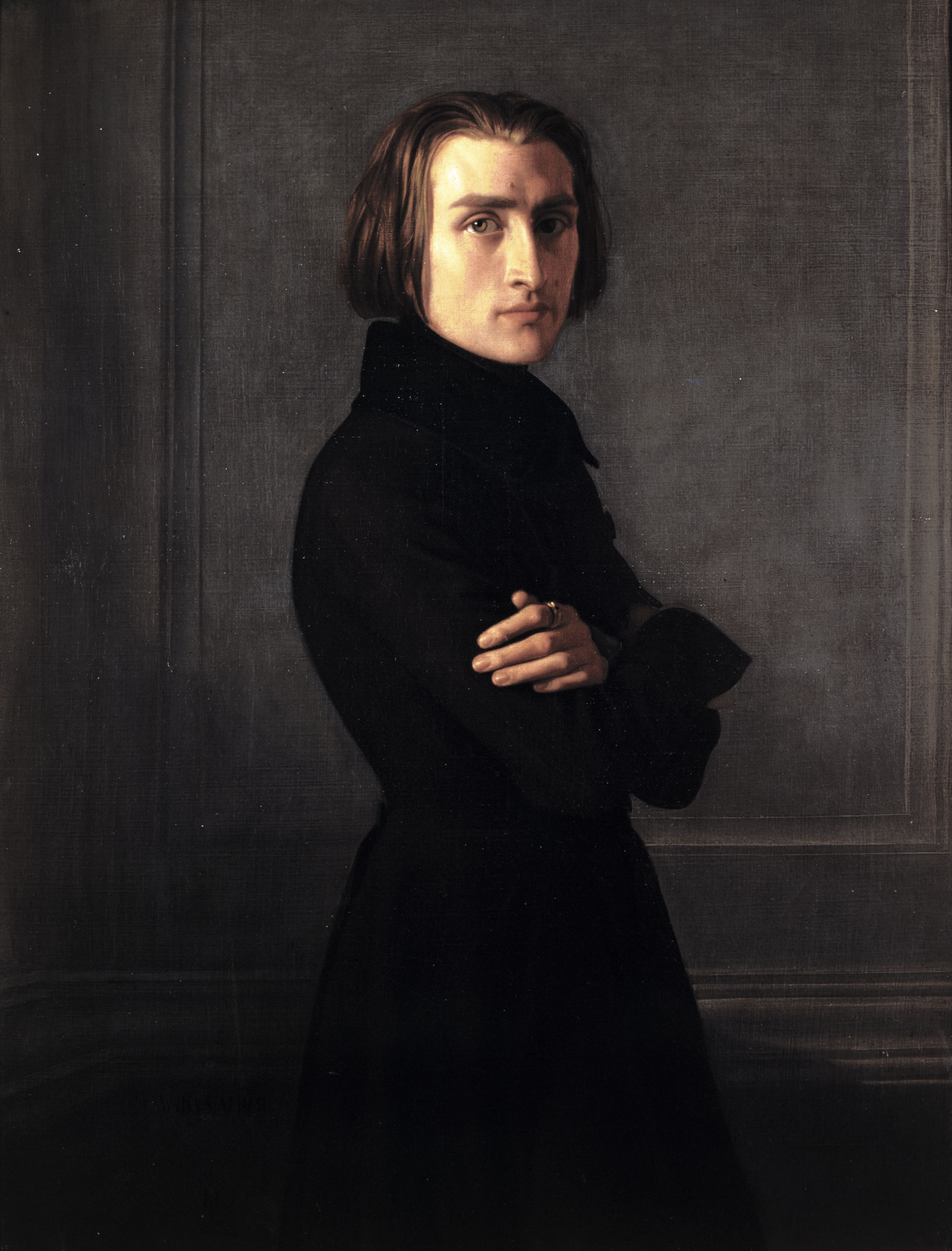
Franz Liszt da giovane in un ritratto di Henri Lehmann (1839)

Per Lisztomania si intendono gli attacchi di isteria da parte dei fan del pianista ungherese Franz Liszt (1811–1886) durante i suoi concerti e l'ossessione verso il medesimo.

## Etimologia e storia
La parola macedonia Lisztomania venne coniata dal poeta tedesco Heinrich Heine il 25 aprile 1844, in un saggio in cui viene analizzata la stagione concertistica dell'anno a Parigi. Stando alle parole di Heine, vi furono degli «svenimenti che sono scoppiati in Germania e in particolare a Berlino», «un'autentica follia, una mai vista negli annali del furore».
Il fenomeno caratterizzò soprattutto gli anni tra il 1838 e il 1847, corrispondenti al periodo di massimo successo del compositore, nel corso del quale si guadagnò la fama di più grande virtuoso di pianoforte di sempre. Sono documentati casi di donne che indossavano spille raffiguranti il ritratto dell'artista, litigi tra persone di sesso femminile per appropriarsi di una sua ciocca dei capelli e partecipanti ai suoi concerti che, quando si rompeva una corda del suo pianoforte, cercavano di appropriarsene affannosamente; alcuni fan portavano con sé delle fiale di vetro nella speranza di raccogliere i fondi del caffè in cui beveva e raccoglievano i mozziconi dei sigari che fumava.
Secondo alcuni, il fenomeno contribuisce a rendere Liszt il primo esempio di rockstar e popstar, anticipando di molti anni l'isteria nei confronti di artisti come Elvis Presley e i Beatles (la Beatlemania).

## Spiegazione del fenomeno
Quello della Lisztomania è un fenomeno studiato e raccontato ampiamente, nonché tra i primi esempi di isteria nella musica. Sono state fatte diverse ipotesi per spiegare il fenomeno. Tra gli aspetti che avrebbero concorso a ciò vi furono il carisma del compositore, le sue performance energiche, le sue doti tecniche e il fatto che, durante queste, si esibisse in solitaria, concentrando così l'attenzione del pubblico su di sé (fu uno dei primissimi pianisti a esibirsi da solo e a lui è attribuita la famosa frase Le concert cest moi, ovvero "il concerto è mio"). Lo stesso Heine tentò, nel suo saggio del 1844, di dare una spiegazione. Dana Gooley sostiene che molte persone attribuirono la causa della Lisztomania nel pubblico di Berlino a diversi fattori, in base alle loro inclinazioni politiche e al momento; inoltre, coloro che avevano una visione progressiva della cosa, pensavano che lo sfogo di emozioni da parte del pubblico di Berlino fosse in gran parte un effetto collaterale del loro stato repressivo e censorio. L'opposta visione, positiva verso la Lisztomania, sosteneva che era una risposta alla grande benevolenza e carità di Liszt.